# Fluren
Fluren eller Flurn, är en by i den västligaste delen av Undersviks socken i Bollnäs kommun, Hälsingland.
Fluren ligger längs länsväg X 690 (Simeå - Sidskogen), som stod klar till Fluren från Byvallen år 1933. Området är en del av Bollnäs finnmark.
Området är historiskt genom att Flurens gästgiveri fanns här från mitten av 1600-talet och framåt. Fluren var en knutpunkt längs den gamla klövjevägen mellan Alfta och Järvsö. Gästgiveriet drevs omväxlande av "finnar" från Svedåsen och Hästberg. År 1647 byggde "finnen Anders Jöransson i Svedåsen" det första gästgiveriet i Fluren. År 1677 övertogs driften av "Hästbergsfinnarna", som byggde ut och renoverade gästgiveriet. 
Efter gästgiveriepoken fanns ett sågverk i Fluren.